# 尼亚米纳东
尼亞米納東（英語：Niamina East）是西非國家甘比亞中河區轄下的10個縣之一。根據甘比亞官方2013年所作的人口普查結果顯示，居住於尼亞米納東的總人口數為24571人。